# Gustavo Sefer
Gustavo Bemerguy Sefer (Belém, 8 de outubro de 1990) é um político brasileiro de ascendência sefardita marroquina. Filiado ao Partido Social Democrático (PSD), é desde as eleições de 2018, deputado estadual na Assembleia Legislativa do Pará, sendo anteriormente vereador em Belém.  Ele foi candidato a prefeito de Belém pelo PSD para as eleições municipais em 2020. 
Gustavo Sefer, à época com 13 anos, foi mencionado na ação penal contra seu pai, Luiz Sefer, como participante do abuso sexual sistemático de menor de idade que estava sob os cuidados da família. Em 2018, o Superior Tribunal de Justiça manteve a condenação de Luiz Sefer à 21 anos de prisão. 